# بودکیژ
بودکیژ (به لهستانی:  Budykierz) یک روستا در لهستان است که در گمینا برانگشچک واقع شده‌است. بودکیژ ۲۸۰ نفر جمعیت دارد.